# 劉佳宇
劉佳宇（1992年9月17日—），出生於中國黑龍江省鶴崗市，是單板滑雪半管運動員。她於2003年接觸這項運動。此前，她是學習中國武術。2005年，她贏得首個的全國錦標賽。兩年後又取得亞洲冬季運動會的銅牌，並在世界杯分站賽中分別獲得一金一銀一銅。2008年，她奪得三個世界杯冠軍。翌年的世界錦標賽，她成為冠軍得主，又在世界大學生冬季運動會掄元。2010年，她取得溫哥華冬季奧運會的參賽資格，並在決賽排名第4。2011年，她又在世界錦標賽收獲銅牌。2014年的冬季奧運會，她最終以第9名完成賽事。2018年平昌冬季奥运会获得银牌。

## 資料來源
1. ↑  "揭秘刘佳宇传奇单板生涯 90后却是“开国元老” " 2010 2 19
2. ↑  19日綜述：劉佳宇第四留憾 中國女冰三連敗出局 （页面存档备份，存于） 2010 2 19